# Вулиця Лейтенанта Огурцова (Житомир)
Вулиця Лейтенанта Огурцова — вулиця в Богунському районі Житомира. Названа на честь учасника Другої світової війни лейтенанта Огурцова, котрий похований на цій вулиці в спільній могилі.

## Історія
До 19 лютого 2016 року вулиця носила назву вулиця Огурцова. Відповідно до розпорядження Житомирського міського голови від 19 лютого 2016 року № 112 «Про перейменування топонімічних об'єктів та демонтаж пам'ятних знаків у м. Житомирі», перейменована на вулицю Довжицьку.
Однак це рішення спричинило невдоволення деяких депутатів Житомирської міської ради. На розгляд сесії ради було внесено проект рішення про перейменування вулиці на вулицю Лейтенанта Огурцова. Рішення було ухвалене 30 листопада 2016 року і вулиця отримала назву — вулиця Лейтенанта Огурцова.